# Seriphidium gracilescens
Seriphidium gracilescens là một loài thực vật có hoa trong họ Cúc. Loài này được (Krasch. & Iljin) Poljakov miêu tả khoa học đầu tiên năm 1961.